# Ligne 9 du métro de Madrid
Pour les articles homonymes, voir Ligne 9.
La ligne 9 du métro de Madrid est une des treize lignes du réseau métropolitain de Madrid. Elle traverse l'agglomération madrilène du nord au sud-est en partant du territoire de Madrid pour se terminer sur celui d'Arganda del Rey en passant par Rivas-Vaciamadrid. Elle est constituée de 29 stations qui composent un parcours de 39,5 km entre les stations Paco de Lucía et Arganda del Rey.
L'exploitation de la ligne se fait sur deux réseaux indépendants dont l'intersection est la station de Puerta de Arganda où les voyageurs doivent changer de train pour continuer leur trajet.

## Histoire
En septembre 2009, le gouvernement de la communauté de Madrid approuve un projet d'extension de la ligne 9 du métro comprenant deux nouvelles stations au-delà de celle d'Herrera Oria, alors terminus de la ligne dans le nord de la ville. Une première station de métro, la 300e du réseau métropolitain madrilène, est mise en service en mars 2011 : la station Mirasierra, éloignée de 1,5 km de l'ancien terminus. 
Le projet, qui a coûté au total 191 millions d'euros, a été conçu dans l'optique de servir quotidiennement une population locale d'usagers de l'ordre de 50 000 personnes, et environ 30 000 voyageurs utilisant les trains de banlieue qui circulent dans les environs,.

## Tracé et stations

### Liste des stations
|  |   |  | Station              | Zone | Communes                      | Correspondances                                                                      |
|  | - |  | -------------------- | ---- | ----------------------------- | ------------------------------------------------------------------------------------ |
|  | ■ |  | Paco de Lucía        |      | Madrid (Fuencarral-El Pardo)  | Cercanías Madrid                                                                     |
|  | • |  | Mirasierra           |      | Madrid (Fuencarral-El Pardo)  |                                                                                      |
|  | • |  | Herrera Oria         |      | Madrid (Fuencarral-El Pardo)  |                                                                                      |
|  | • |  | Barrio del Pilar     |      | Madrid (Fuencarral-El Pardo)  |                                                                                      |
|  | • |  | Ventilla             |      | Madrid (Tetuán)               |                                                                                      |
|  | • |  | Plaza de Castilla    |      | Madrid (Chamartín, Tetuán)    | Ligne 1 du métro de Madrid · Ligne 10 du métro de Madrid                             |
|  | • |  | Duque de Pastrana    |      | Madrid (Chamartín)            |                                                                                      |
|  | • |  | Pío XII              |      | Madrid (Chamartín)            |                                                                                      |
|  | • |  | Colombia             |      | Madrid (Chamartín)            | Ligne 8 du métro de Madrid                                                           |
|  | • |  | Concha Espina        |      | Madrid (Chamartín)            |                                                                                      |
|  | • |  | Cruz del Rayo        |      | Madrid (Chamartín)            |                                                                                      |
|  | • |  | Avenida de América   |      | Madrid (Chamartín, Salamanca) | Ligne 4 du métro de Madrid · Ligne 6 du métro de Madrid · Ligne 7 du métro de Madrid |
|  | • |  | Núñez de Balboa      |      | Madrid (Salamanca)            | Ligne 5 du métro de Madrid                                                           |
|  | • |  | Príncipe de Vergara  |      | Madrid (Salamanca)            | Ligne 2 du métro de Madrid                                                           |
|  | • |  | Ibiza                |      | Madrid (Retiro)               |                                                                                      |
|  | • |  | Sainz de Baranda     |      | Madrid (Retiro)               | Ligne 6 du métro de Madrid                                                           |
|  | • |  | Estrella             |      | Madrid (Moratalaz, Retiro)    |                                                                                      |
|  | • |  | Vinateros            |      | Madrid (Moratalaz)            |                                                                                      |
|  | • |  | Artilleros           |      | Madrid (Moratalaz)            |                                                                                      |
|  | • |  | Pavones              |      | Madrid (Moratalaz)            |                                                                                      |
|  | • |  | Valdebernardo        |      | Madrid (Vicálvaro)            |                                                                                      |
|  | • |  | Vicálvaro            |      | Madrid (Vicálvaro)            |                                                                                      |
|  | • |  | San Cipriano         |      | Madrid (Vicálvaro)            |                                                                                      |
|  | ■ |  | Puerta de Arganda    |      | Madrid (Vicálvaro)            | Cercanías Madrid                                                                     |
|  | • |  | Rivas Urbanizaciones |      | Rivas-Vaciamadrid             |                                                                                      |
|  | • |  | Rivas Futura         |      | Rivas-Vaciamadrid             |                                                                                      |
|  | • |  | Rivas Vaciamadrid    |      | Rivas-Vaciamadrid             |                                                                                      |
|  | • |  | La Poveda            |      | Arganda del Rey               |                                                                                      |
|  | ■ |  | Arganda del Rey      |      | Arganda del Rey               |                                                                                      |